# 에르네스트 라비스
에르네스트 라비스(프랑스어: Ernest Lavisse, 1842년 12월 17일~1922년 8월 18일)는 프랑스의 역사가이다. 내셔널리즘에 기초한 역사 서술 및 교육을 주장하였으며, 그가 쓴 《프랑스사》는 당시 아동 역사 교육에서 주요 교재로 사용되었다. 노벨 문학상에 후보로 5번 올랐다.